# 景山崇人
景山 崇人（かげやま たかと、1923年12月10日 - 2009年9月5日）は、広島県出身の実業家。戦艦大和乗組員。タカキベーカリー社長を務めた。

## 経歴
広島市竹屋町に生まれる。家業は米屋で、父は食糧営団の広島支部長を務めていた。旧制修道中学校（現：修道中学校・高等学校）を1942年に卒業。1945年3月30日海軍兵学校を卒業（74期）し、直後に少尉候補生として戦艦大和配属となり、4月3日沖縄特攻（天一号）作戦のため呉を出て三田尻に寄港中の大和に乗艦する。このとき海軍兵学校の同期42名が大和に乗艦した。しかし乗艦直後の4月5日、士官候補生は特攻出撃に参加させるのは適当でないという艦隊上層部の判断で退艦が決まり、4月6日に退艦。その後大竹市の海軍潜水学校で訓練を受けていたため、8月6日の原爆投下時の直接被爆を免れたが、救助のため当日広島市中心部に入り間接被爆。両親と2人の妹は被爆死した。
戦後、米の配給所に就職するも公職追放により失職。その後、広島食糧協同組合に入り小麦粉の配給先であったタカキベーカリーの創業者高木俊介と出会い、1967年に同社入社、1980年に社長、1989年から1995年まで会長を務めた。1985年から1990年までアンデルセン社長も兼務。1991年から1994年まで広島商工会議所副会頭も務めた。2009年9月5日逝去。